# Biuro podróży Fly.pl
Fly.pl – internetowe biuro podróży działające na polskim rynku od 2007 roku. Fly.pl prowadzi sprzedaż wycieczek zagranicznych, hoteli i biletów lotniczych za pośrednictwem strony internetowej oraz call center. Firma jest agentem turystycznym oferującym sprzedaż ofert wakacyjnych touroperatorów, m.in. Itaka, Rainbow Tours, Coral Travel Wezyr Holiday, Grecos Holiday. Siedziba Fly.pl znajduje się w Warszawie.

## Charakterystyka
Biuro podróży Fly.pl specjalizuje się w sprzedaży wycieczek zagranicznych online. Jest to multiwyszukiwarka ofert wiodących organizatorów turystycznych działających na polskim rynku. Umożliwia porównanie cen produktów turystycznych większości touroperatorów: Itaka, Coral Travel, Rainbow Tours, Grecos Holiday, Exim Tours, Best Reisen, Ecco, ETI, Mouzenidis Travel, Orex Travel, Oskar, Plus Wakacje, Premio Travel, Rego-Bis, Sun&Fun, Wygoda Travel, 7island i inni.
Fly.pl pośredniczy w sprzedaży wycieczek pakietowych, biletów lotniczych i pobytu w hotelach. Firma umożliwia samodzielną rezerwację wakacji online, nie tworzy tradycyjnej sieci sprzedaży. Do celów biznesowych wykorzystuje przede wszystkim przestrzeń w internecie i mediach społecznościowych. Fly.pl występuje w roli eksperta od nowoczesnych metod w obszarze e-Commerce.

## Historia
Biuro podróży Fly.pl rozpoczęło swoją działalność w 2007 roku pod niemiecką spółką Comvel GmbH. Od 2009 roku firma działa w multipartnerskim programie lojalnościowym Payback. W 2010 roku niemiecki udziałowiec wycofał się z Polski a firmę przejął obecny prezes Fly.pl Grzegorz Bosowski. Wtedy też Fly.pl otworzył własne centrum rezerwacji, rozpoczął pracę nad nowym serwisem i rozbudował zespół sprzedażowy. W 2012 roku Fly.pl został członkiem Polskiego Związku Organizatorów Turystyki. W 2013 roku Fly.pl jako jedna z największych firm polskiego sektora e-Commerce została członkiem założycielem Izba Gospodarki Elektronicznej. Od 2016 roku Fly.pl współpracuje z portalem TripAdvisor, który dostarcza użytkownikom aktualne i wiarygodne opinie o hotelach. Fly,pl prezentuje również własne rekomendacje eksperckie oraz informacje praktyczne o kierunkach i regionach.
W 2015 roku serwis internetowy Fly.pl otrzymał nagrodę Strona roku e-Commerce Polska Awards, w 2016 roku otrzymała wyróżnienie w kategorii m-Commerce, a w 2018 – nominację w kategorii Best on Mobile. Obecnie Fly.pl jest jednym z największych internetowych agentów turystycznych w Polsce.

### Certyfikaty
- Członek Założyciel Izby Gospodarczej E-Commerce Polska
- Członek Polska Izba Turystyki
- Członek Polskiego Związku Organizatorów Turystyki
- Certyfikat Biura Informacji Gospodarczej InfoMonitor – Firma Wiarygodna Finansowo
- Certyfikat Finansowy KRD: Rzetelna Firma

Źródło.